# 태풍 나크리 (2008년)
태풍 나크리 (NAKRI)는 2008년 5월 27일부터 6월 3일까지 활동했고 최저기압 930 hPa를 기록했던 2008년의 제5호 태풍이다. "나크리"는 캄보디아에서 제출한 이름으로 꽃의 한 종류인 나크리를 뜻한다.

## 개요
제5호 태풍 나크리는 5월 27일 오후 3시에 미국 괌 서쪽 약 790 km 부근 해상에서 발생하였으며 중심기압 1000hPa, 최대풍속 18 m/s, 강풍반경 약 180km로 열대저압부(TD)에서 강도는 '약', 크기는 '소형'의 태풍(열대폭풍, TS)으로 발달하였고, 5월 28일 오전 9시에 중심기압 985hPa, 최대풍속 26 m/s, 강풍반경 약 200 km, 강도는 '중', 크기는 '소형'의 태풍(강한 열대폭풍, STS)으로 발달하였다. 이후 5월 29일 오전 9시에 중심기압 950hPa, 최대풍속 43 m/s, 강풍반경 약 300km의 강도는 '강', 크기는 '중형'의 태풍(TY)으로 발달했다. 태풍이 최성기를 맞았을 때의 세력은 중심기압 930hPa, 최대풍속 50 m/s (100kt)였다. 점차 북동쪽으로 방향을 틀며 고위도로 올라오면서 약화되어 6월 3일 오후 3시경에 일본 도쿄 남동쪽 약 420 km 부근 해상에서 온대저기압으로 변질되어 태풍으로서의 일생을 마감하였다.

## 같이 보기
- 2008년 태풍